# Тумаре
Тумаре су насељено мјесто у општини Лукавац, у Федерацији Босне и Херцеговине, у Босни и Херцеговини.
Према попису становништва из 2013. у насељу је живјело 73 становника.

## Географија
Налазе се на Озрену.

## Становништво
| Националност       | 2013. | 1991. | 1981. | 1971. |
| Срби               | 72    | 634   | 637   | 689   |
| Југословени        |       | 1     | 5     |       |
| Муслимани          |       |       |       | 3     |
| Хрвати             |       |       |       | 3     |
| остали и непознато | 1     | 3     | 1     | 2     |
| Укупно             | 73    | 638   | 643   | 697   |